# Velatida
Velatida é uma ordem da classe Asteroidea. A ordem inclui cerca de 200 espécies,  divididas em cinco famílias, essas estrelas do mar possuem geralmente corpos espessos e grandes discos.

## Famílias
- Caymanostellidae Belyaev, 1974
- Korethrasteridae Danielssen & Koren, 1884
- Myxasteridae Perrier, 1885
- Pterasteridae Perrier, 1875

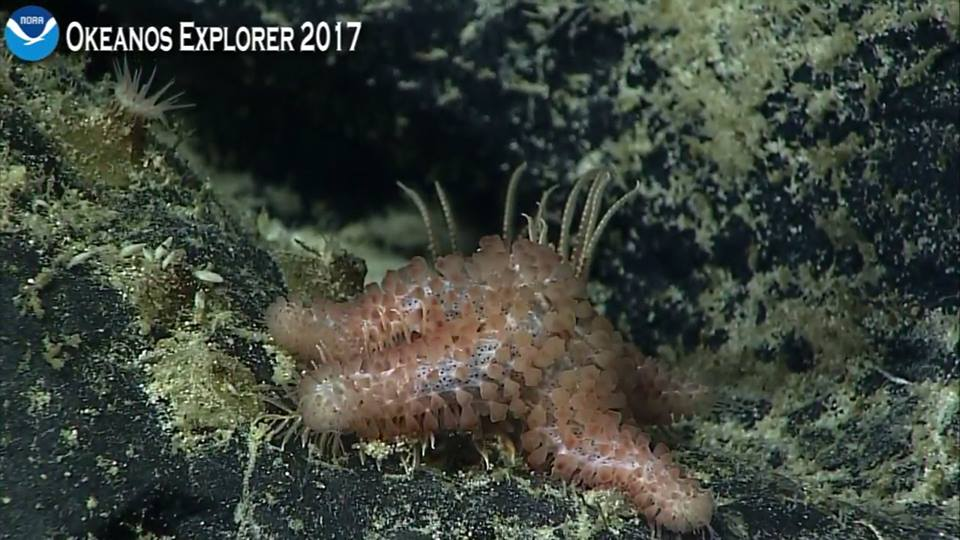
Peribolaster sp. (Korethrasteridae)
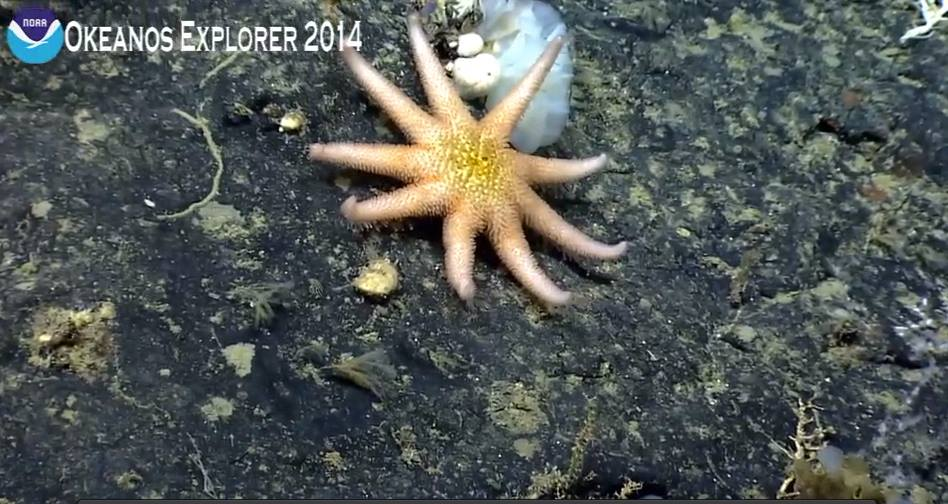
Myxaster sp. (Myxasteridae)
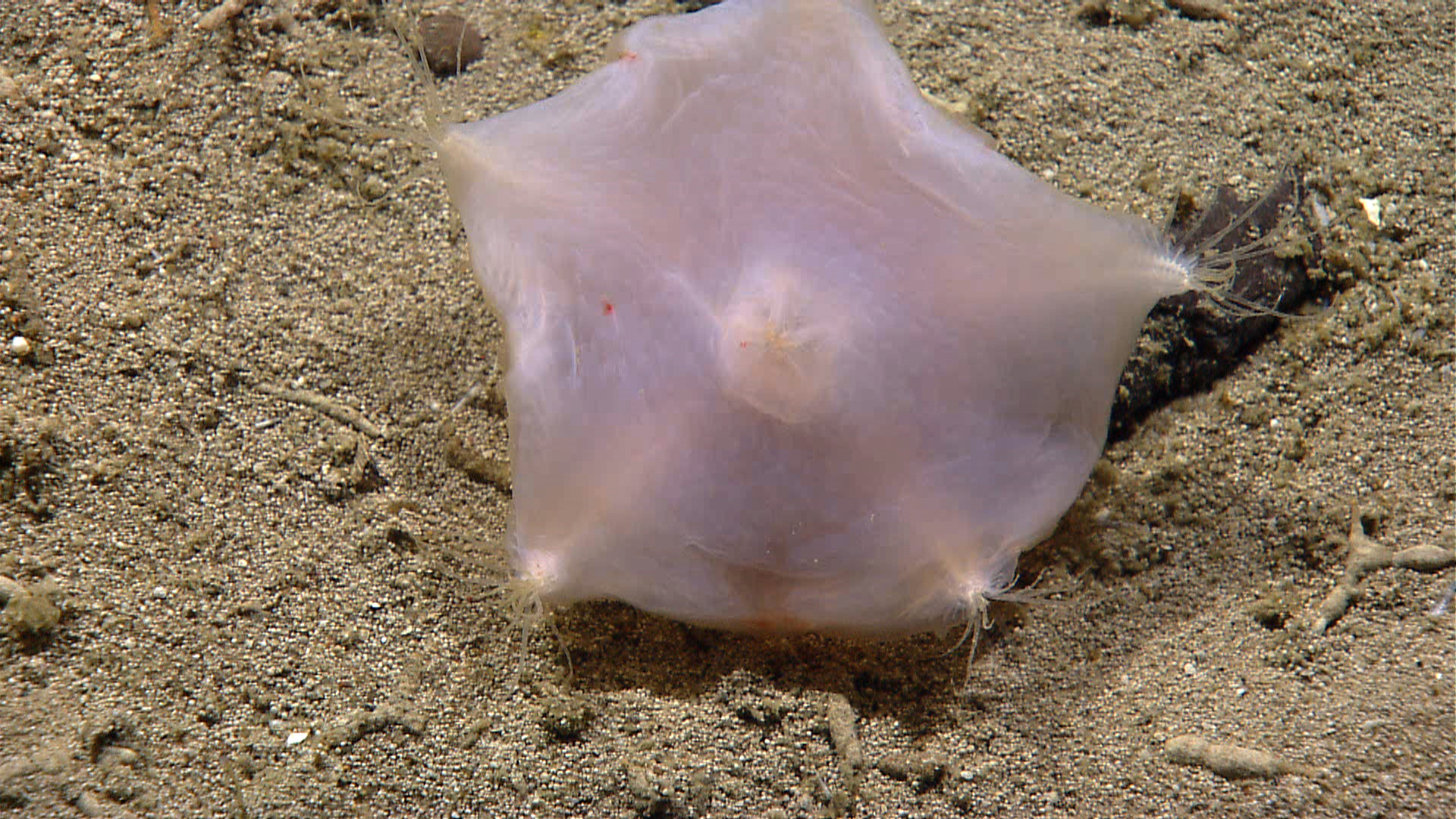
Hymenaster sp. (Pterasteridae)